# Grenze zwischen der Republik Moldau und der Ukraine

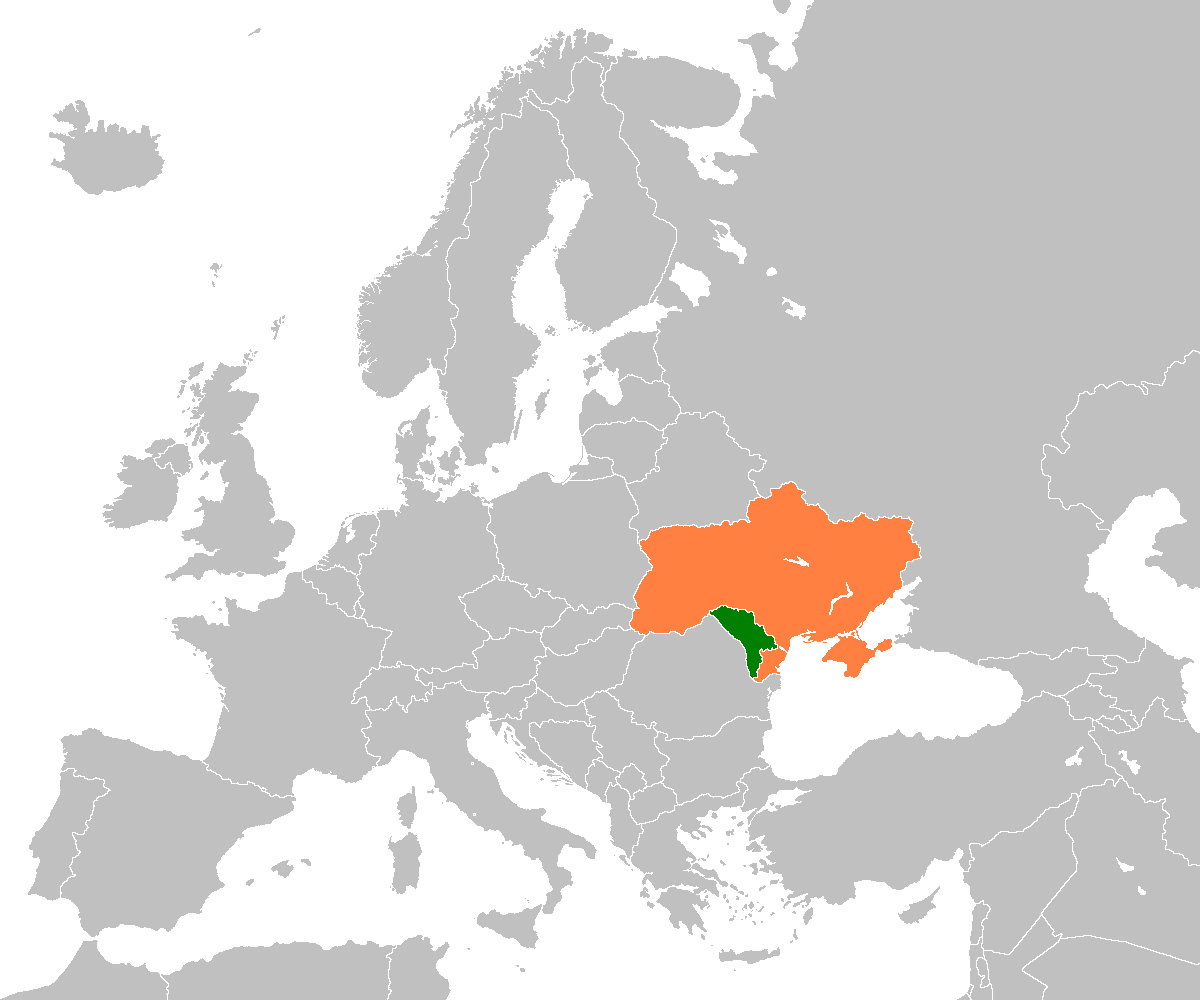
Lage von der Ukraine (orange) und der Republik Moldau (grün) in Europa

Die Grenze zwischen der Republik Moldau und der Ukraine ist eine Staatsgrenze im Osten Europas. Sie verläuft zwischen dem Südwesten der Ukraine und dem Norden, Osten und Süden der Republik Moldau. Das zentrale Segment der Grenze bildet die De-Facto-Grenze zwischen der Ukraine und dem nicht anerkannten, von der Republik Moldau abtrünnigen Transnistrien.

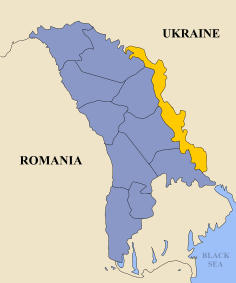
Transnistrischer Abschnitt der moldauisch-ukrainischen Grenze. Republik Moldau (blau), Transnistrien (gelb)

Die 1222 km lange Staatsgrenze zwischen der Republik Moldau und der Ukraine verläuft 955 km über Land und über 267 km entlang von Flüssen. Die De-facto-Grenze zwischen der Ukraine und Transnistrien hat eine Länge von 454 km.
Entlang der moldauisch-ukrainischen Grenze gibt es 67 Grenzübergänge, davon 25 im zentralen (transnistrischen) Segment.

## Verlauf
Die Grenze beginnt am (nördlichen) Dreiländereck Rumänien-Ukraine-Moldau im Nordwesten der Republik Moldau bei Criva (Rajon Briceni), nahe dem ukrainischen Dorf und Grenzübergang Mamalyha. Von dort verläuft sie nach Osten, bis sie beim Dorf Kosliw an den Dnister stößt, dem sie zunächst nach Osten und ab dem Grenzübergang Mohyliw-Podilskyj-Otaci nach Südosten folgt. Beim Dorf Hrușca beginnt der 454 km lange Grenzabschnitt zwischen Transnistrien und der Ukraine. Im Süden Transnistriens bildet der Kutschurhan-Stausee den Grenzverlauf zur Ukraine, der im Südosten beim Dorf Purcari im Rajon Ștefan Vodă endet. Einige Kilometer weiter südlich biegt die Grenze bei Palanca nach Westen ab und verläuft nun durch die historische bessarabische Region Budschak. Beim moldauischen Rajon Basarabeasca biegt sie nach Süden ab und führt bis zum (südlichen) Dreiländereck Rumänien-Ukraine-Moldau an der Donau bei Giurgiulești nahe der rumänischen Stadt Galați und der ukrainischen Stadt Reni.

## Geschichte
Im August 1940 wurde die Grenze zwischen den sowjetischen Unionsrepubliken Moldauische SSR und Ukrainische SSR gebildet, die nach dem Zerfall der Sowjetunion 1991 als Grenze der unabhängig gewordenen Staaten Ukraine und Republik Moldau bestehen blieb.
Seit dem 30. November 2005 unterstützt die Europäische Union mit der European Union Border Assistance Mission to Moldova and Ukraine (EUBAM) die Republik Moldau und die Ukraine bei der Überwachung deren gemeinsamer Grenze. Das aktuelle Mandat der mehrmals verlängerten Mission läuft am 30. November 2025 aus.